# Estádio de Wembley
O Estádio de Wembley (em inglês: Wembley Stadium) é o estádio nacional da Inglaterra, localizado no subúrbio londrino de Wembley Park. Com capacidade para abrigar 90.000 espectadores, é o maior estádio do Reino Unido e 2.º maior estádio da Europa, sendo ultrapassado somente pelo Camp Nou, em Barcelona. É administrado pela Football Association, a entidade máxima do futebol inglês.
Projetado pela parceria HOK Sport-Foster and Partners, foi construído entre 2003 e 2007 no local do antigo Estádio de Wembley, do qual herdou o nome e notoriedade. Sua construção teve como objetivo abrigar maior público em competições de futebol, rúgbi e atletismo, bem como acolher espetáculos musicais. A primeira etapa da construção foi o fechamento do antigo estádio em 2000, sendo seguida pela demolição do mesmo em 2002 (com atraso de meses no cronograma oficial). Originalmente, esperava-se que o Novo Wembley fosse inaugurado a tempo da final da Copa da Inglaterra de 2005-2006, mas devido aos atritos entre as construtoras, foi concluído em março de 2007 ainda em tempo de sediar a final daquele ano. Por seu perfil sustentável e moderno e infraestrutura funcional, Wembley é classificado como estádio 4 estrelas da UEFA, podendo sua capacidade ser estendida para 105.000 espectadores.
O estádio de Wembley abrigou a final da Liga dos Campeões da UEFA em 2011, 2013 e 2024. A primeira atuação musical que lotou por completo o estádio foi da cantora Tina Turner com recorde de bilheteria até hoje, outros shows de grande publico foram da banda Queen, Bon Jovi e Muse em 2007. A terceira banda citada possui um DVD deste concerto. Hospedou parte dos jogos do torneio de futebol dos Jogos Olímpicos de Londres 2012.
Wembley atualmente é palco da final da Copa da Liga Inglesa, das semifinais e final da FA Cup e dos playoffs da Football League Championship (segunda divisão), Football League One (terceira divisão), Football League Two (quarta divisão) e National League (quinta divisão), que definem a última vaga de promoção para a próxima divisão de nível superior da pirâmide do futebol inglês.

## Recordes
O estádio possui 2.618 banheiros, mais do que em qualquer outro estádio do mundo.
Foram utilizados mais de 56 quilômetros de fios elétricos na construção, 2.300 mil metros cúbicos de concreto e 23 mil toneladas de aço.
Em junho de 2017, Adele quebrou um recorde de maior público para um evento musical no estádio. Noventa e oito mil pessoas estiveram presentes no show da cantora inglesa.

## Galeria

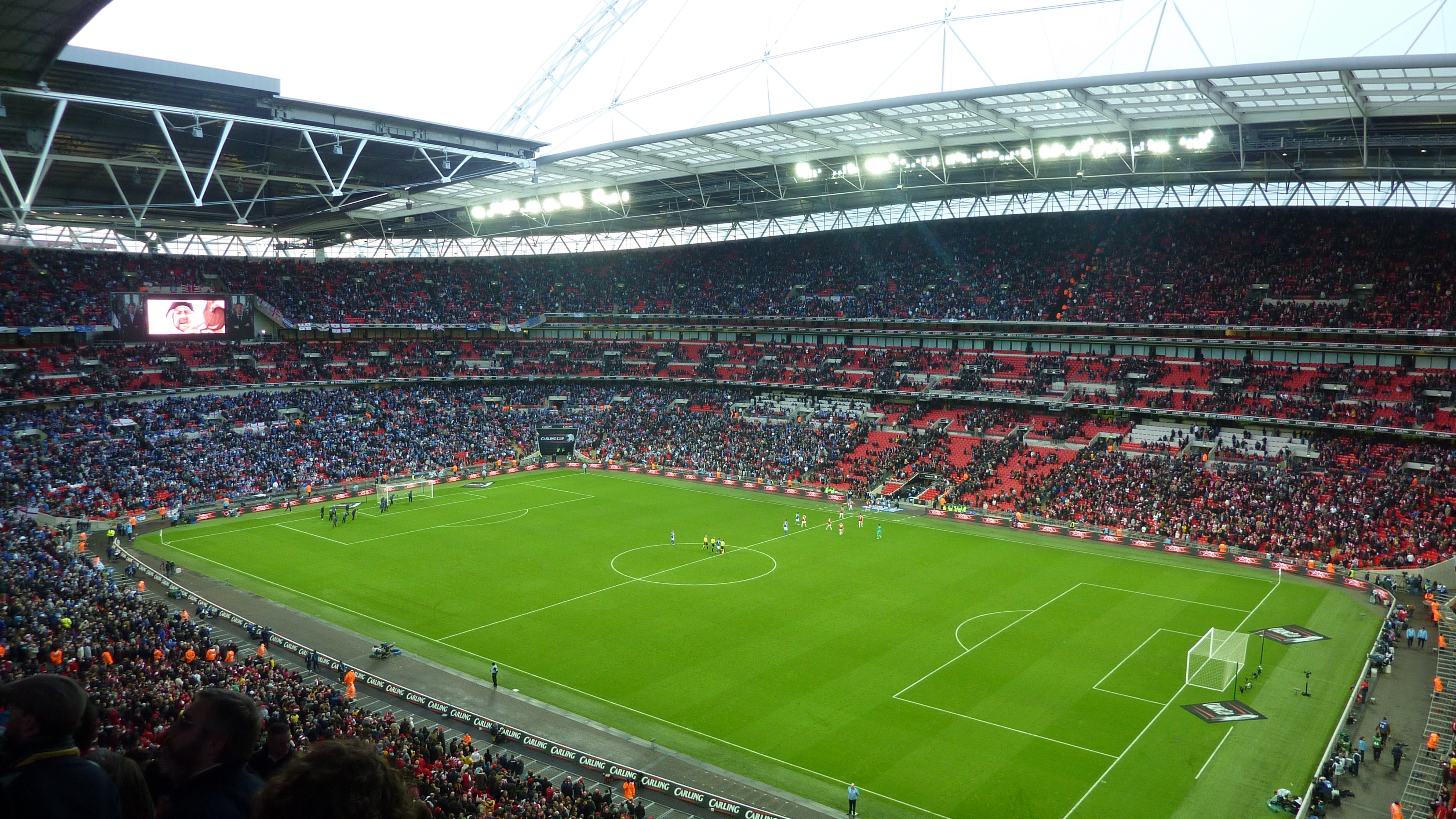
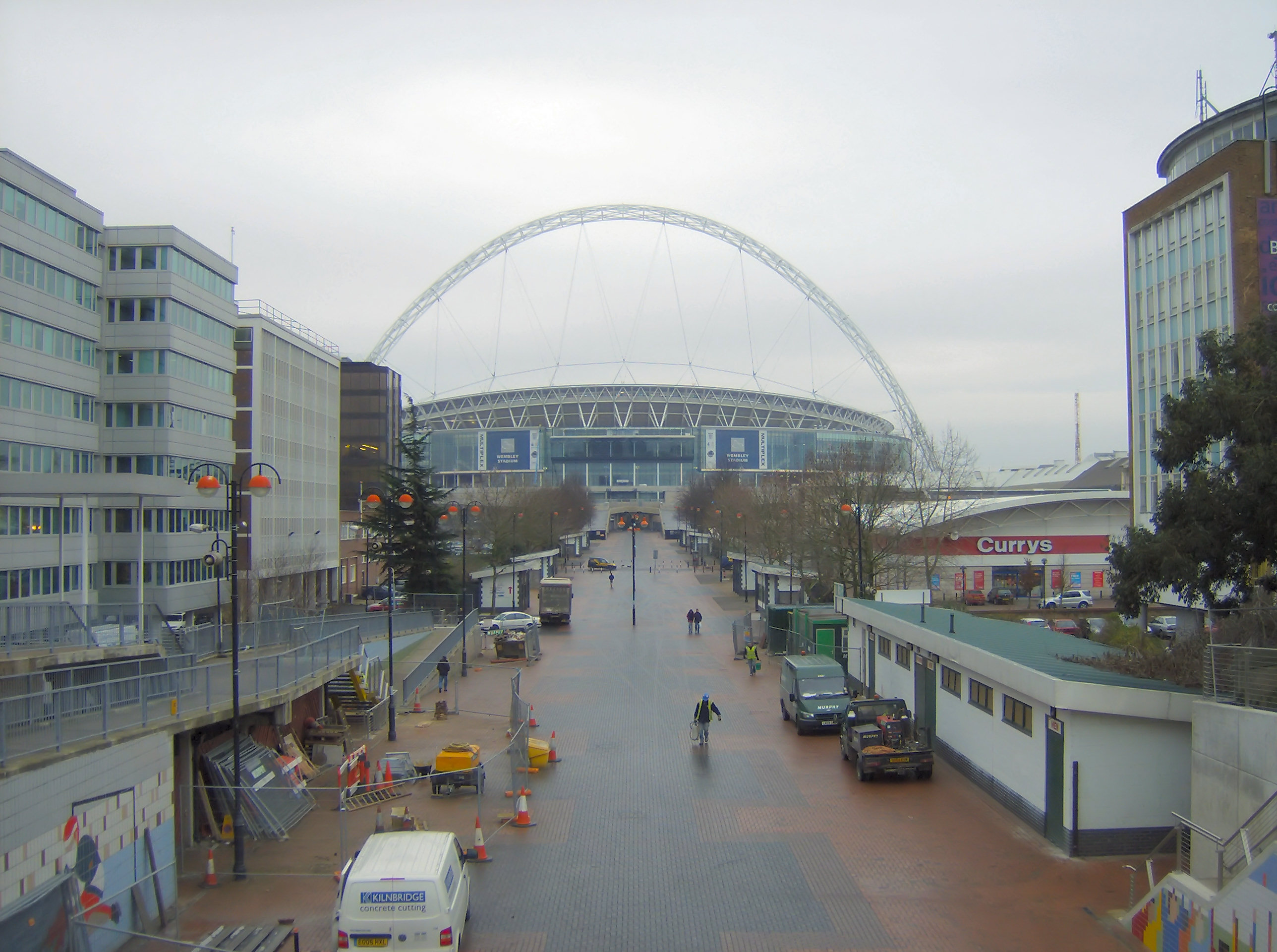
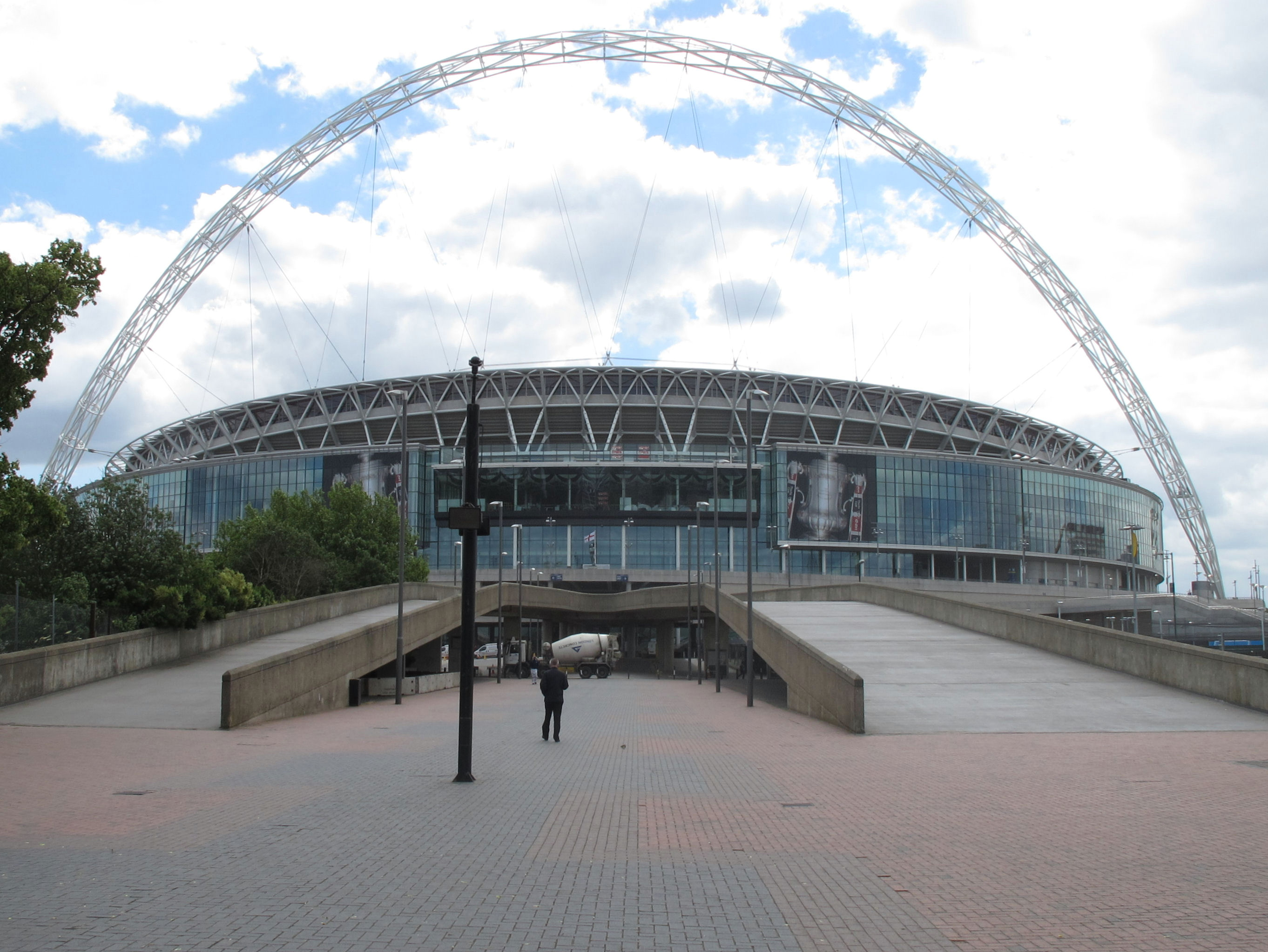
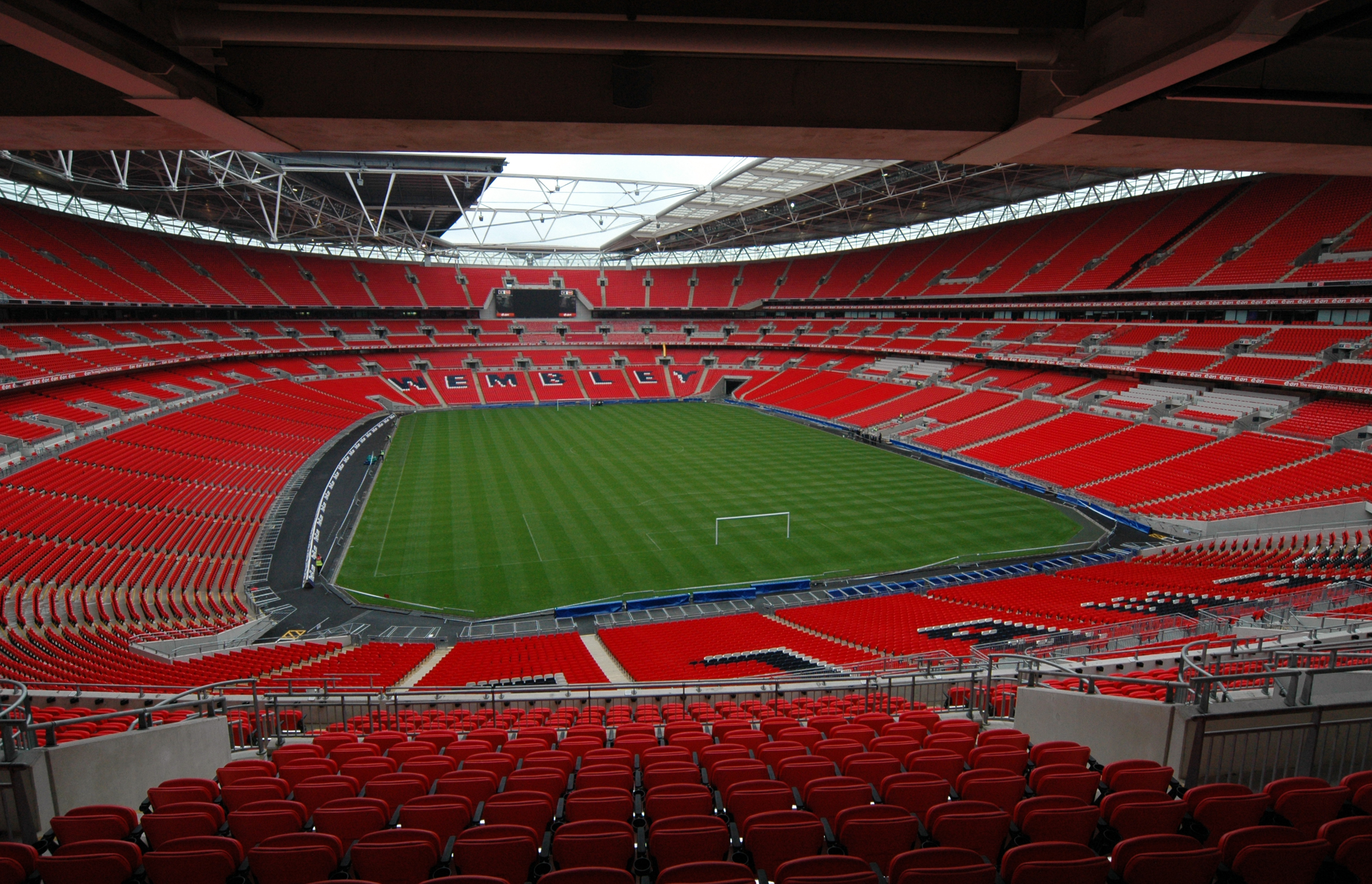
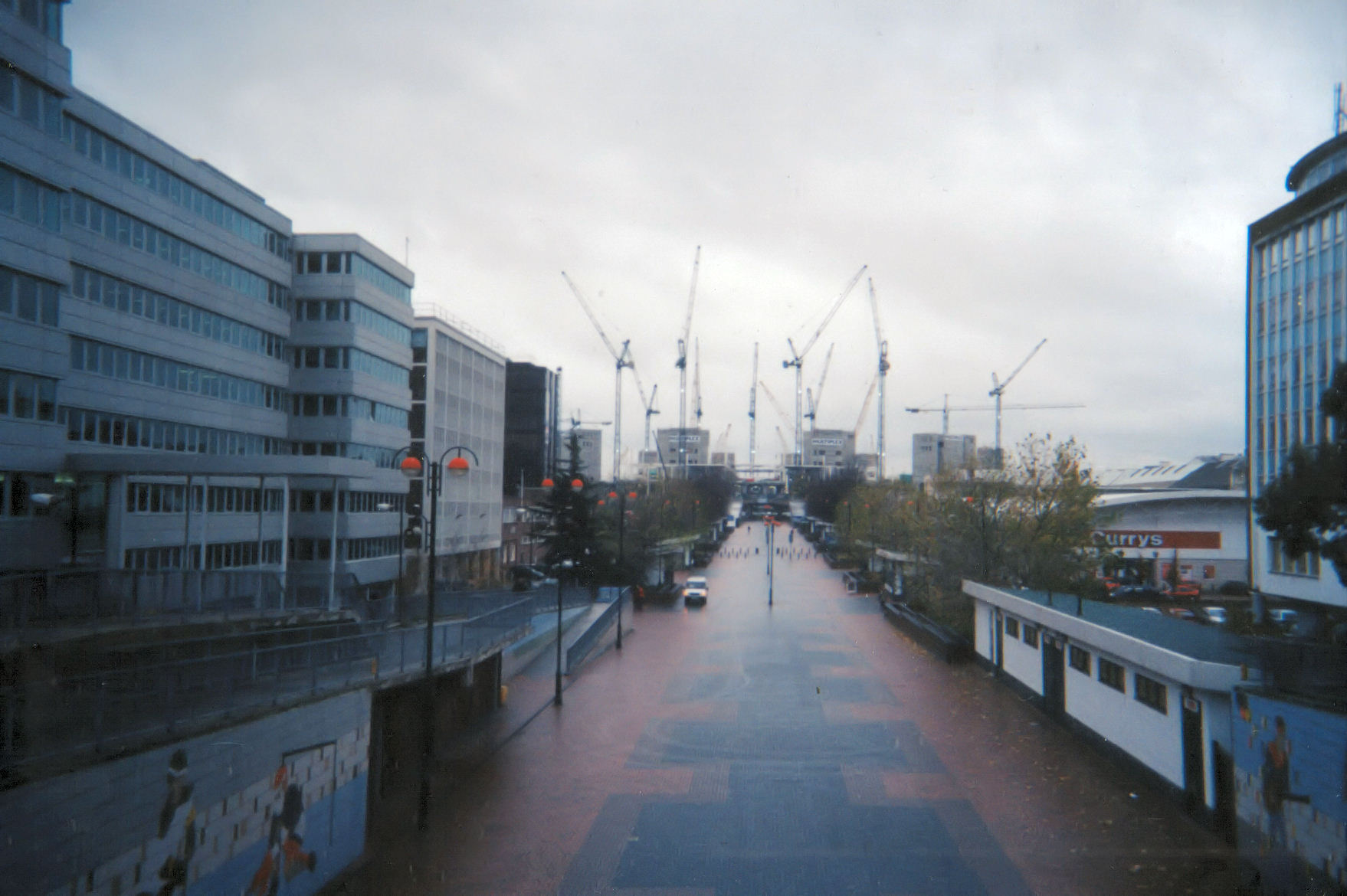
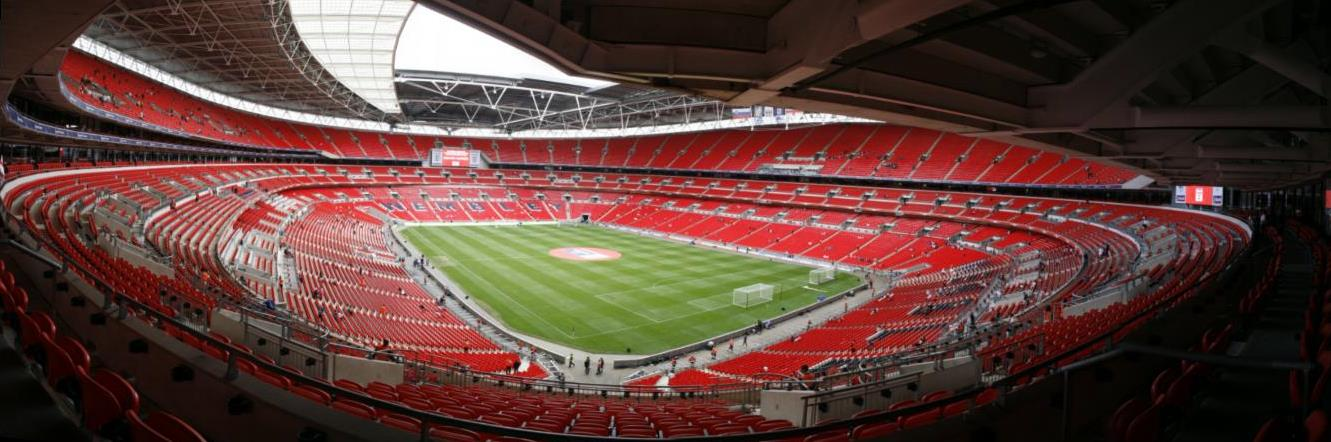
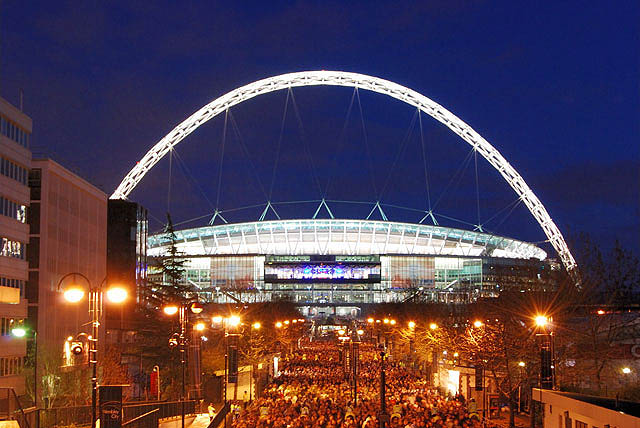
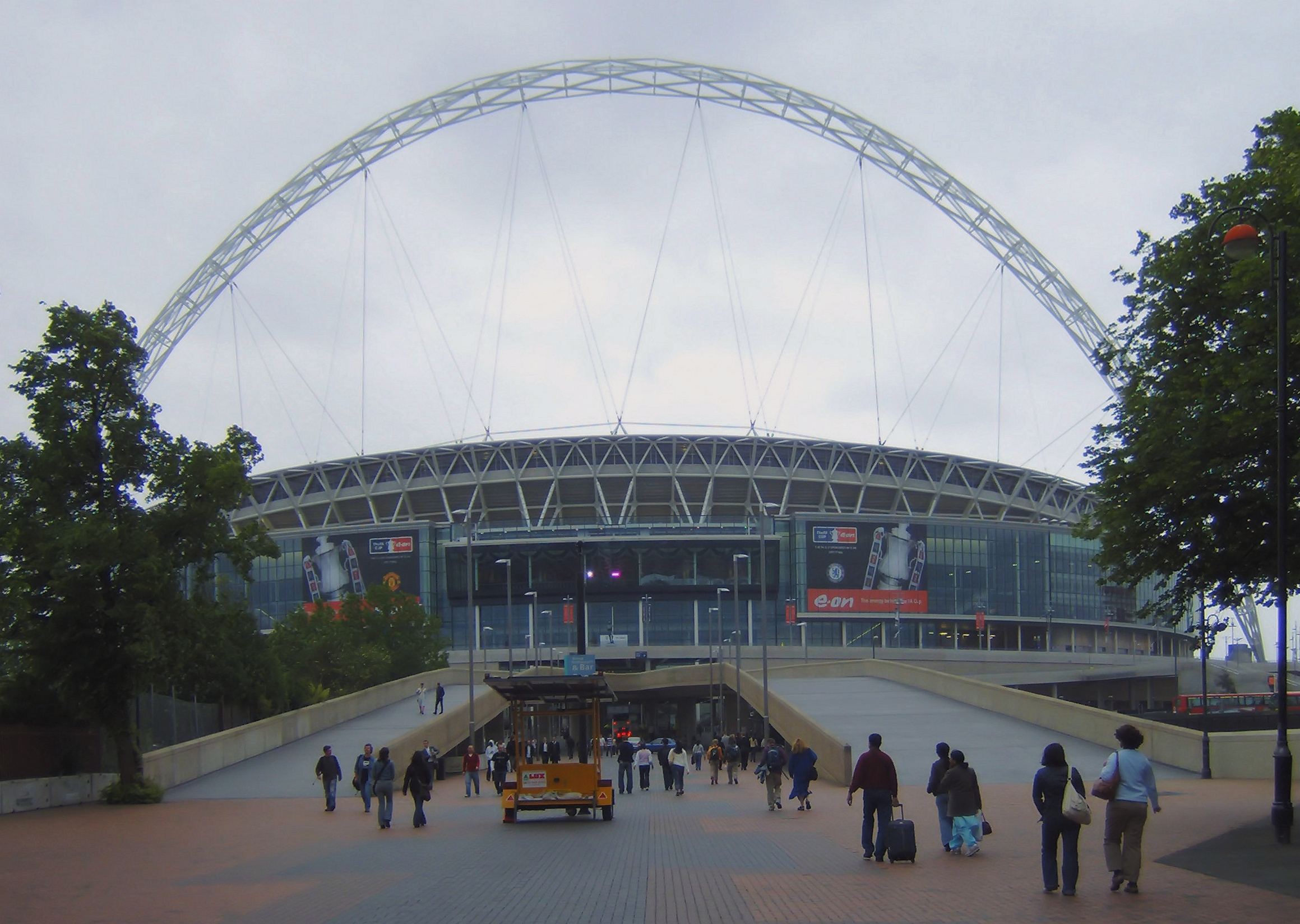
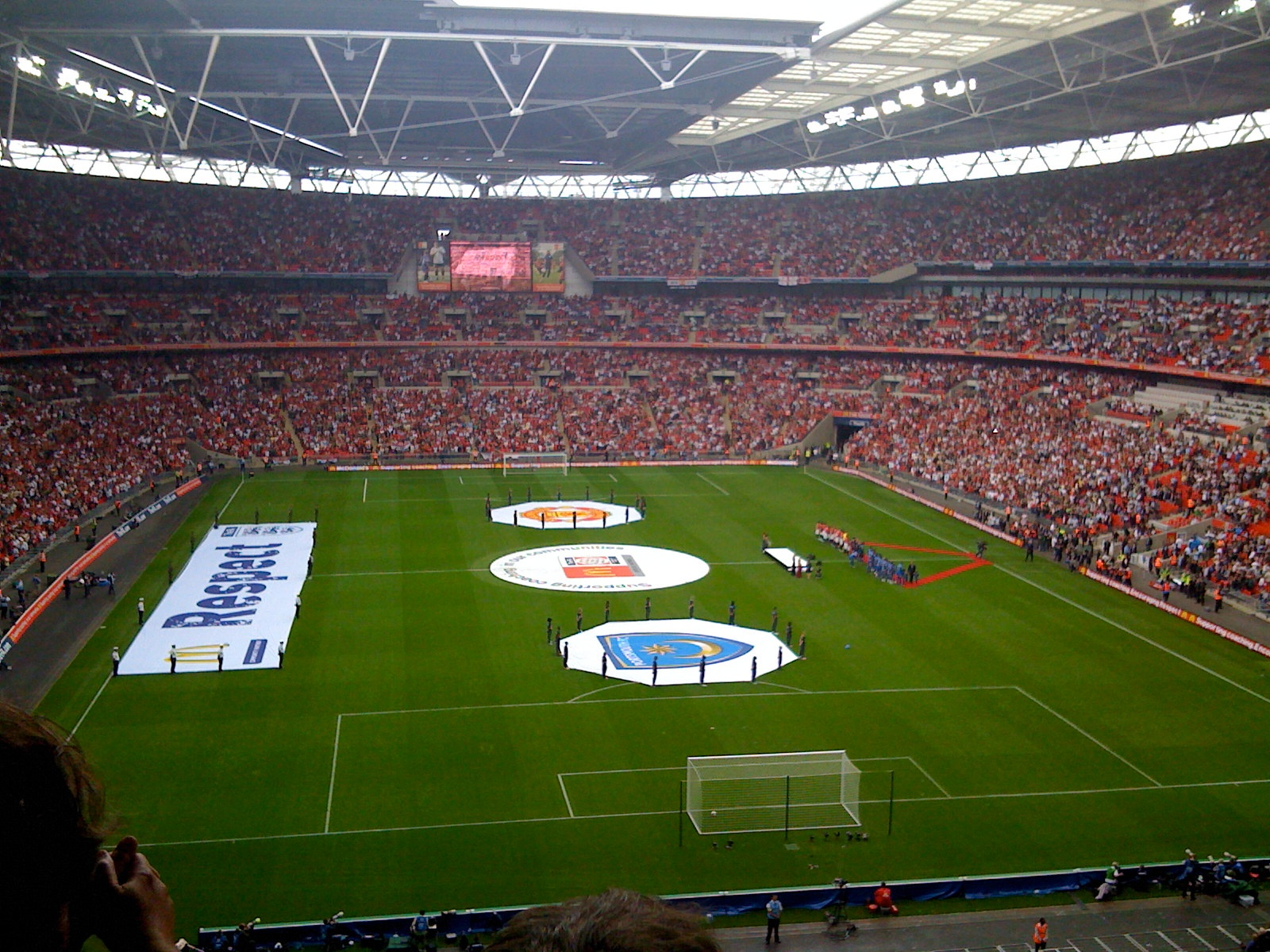
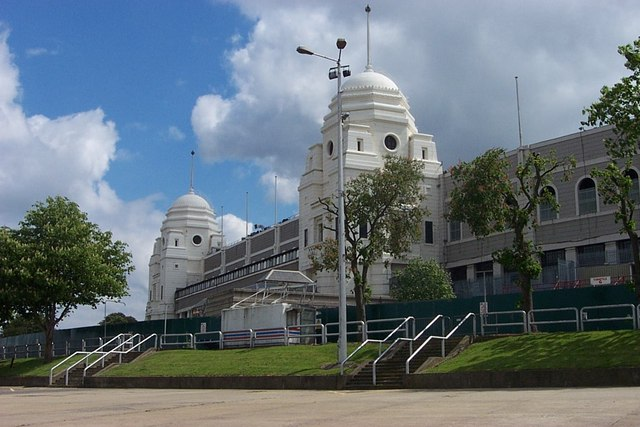
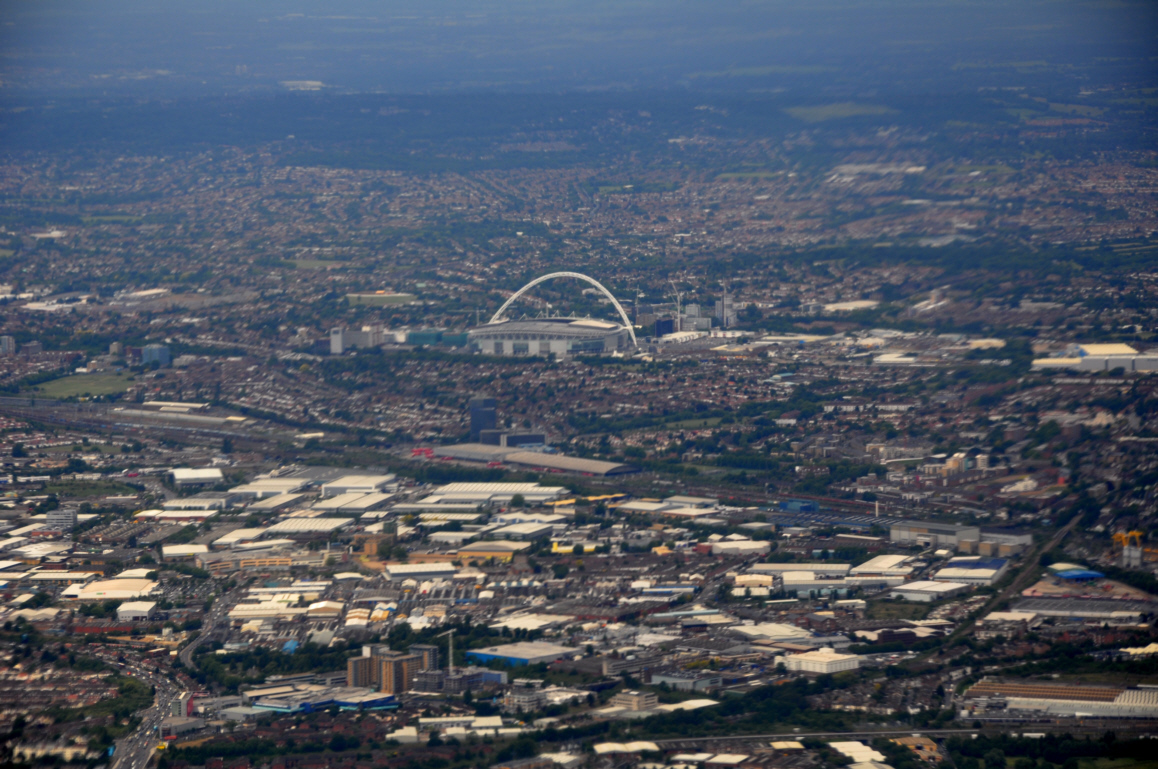
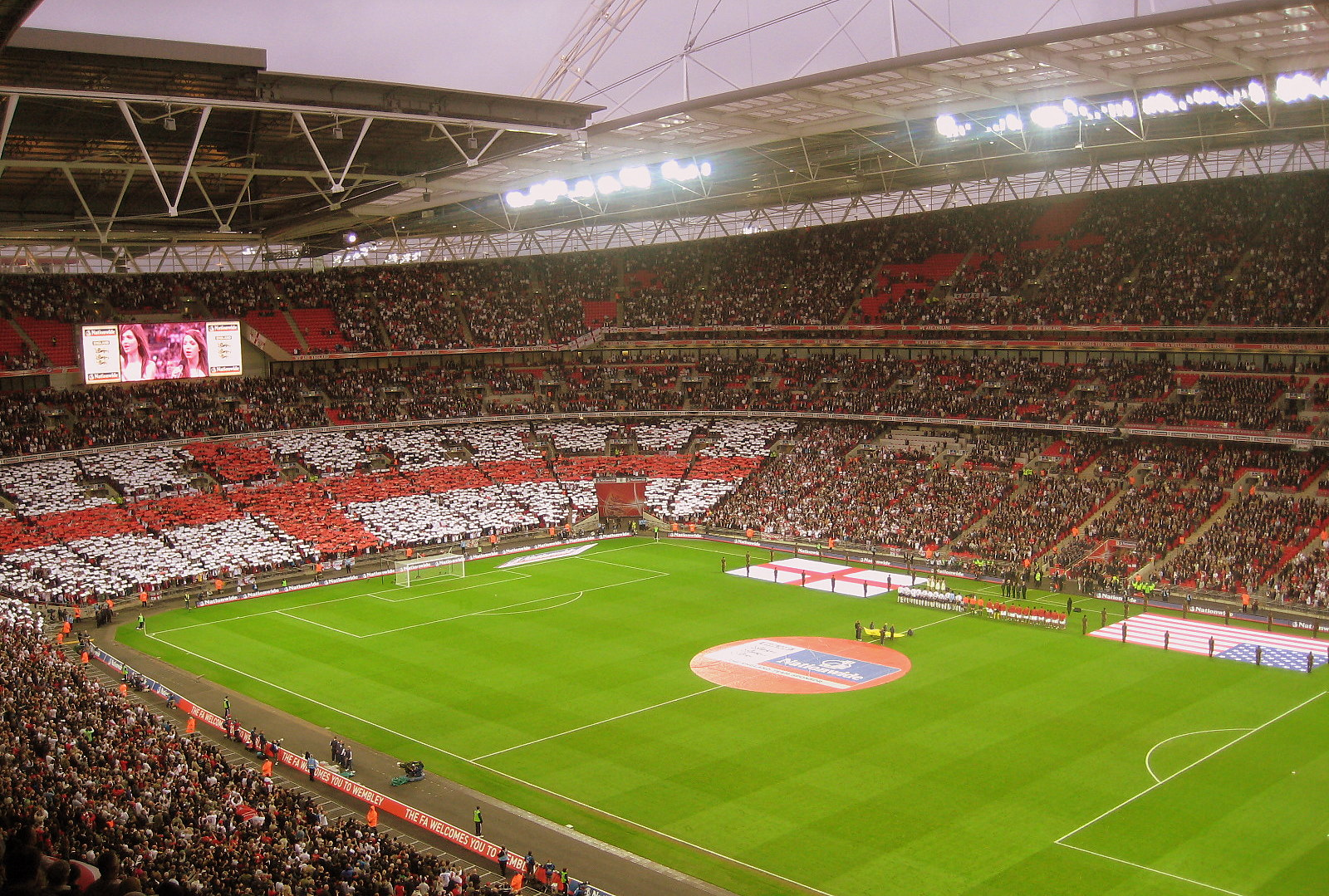
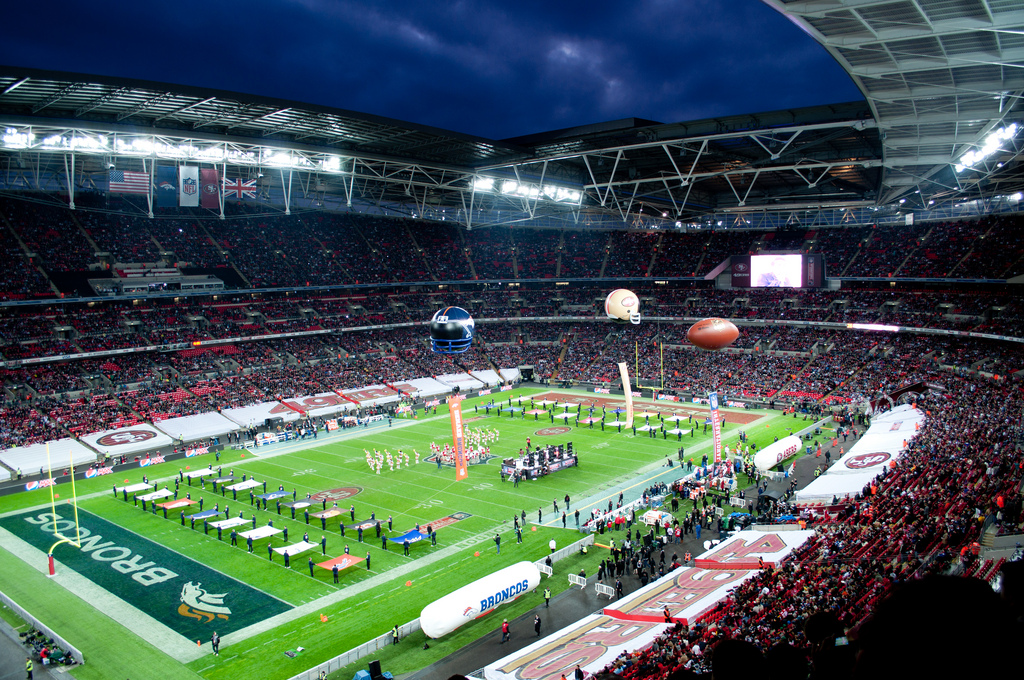
O estádio recebendo uma partida de futebol americano da NFL
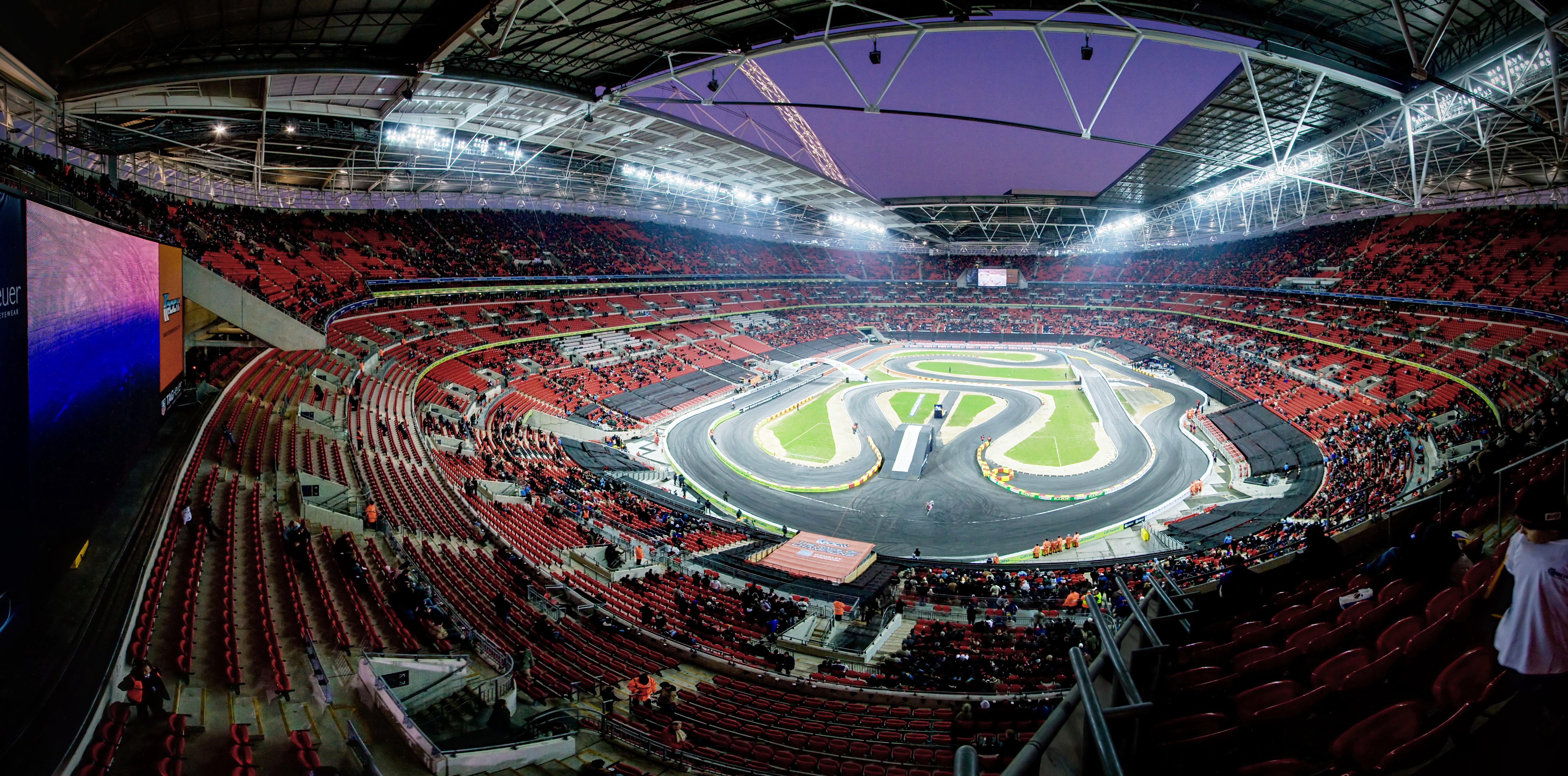